# Gilland Jones
Gilland Jones (* 22. Juni 1993 in Greenwood, South Carolina) ist eine US-amerikanische Schauspielerin.
Sie spielte bisher hauptsächlich Gastrollen in Fernsehserien. Anfänglich waren dies insbesondere Jugendserien. So trat sie in Zack & Cody an Bord als Olivia Cabot, in iCarly als LeAnne Carter und in Meine Schwester Charlie als Emma auf. Sie spielte ebenfalls in den Serien Suburgatory und Longmire mit. Ihre erste Filmrolle mimte sie 2011 in der Komödie God Bless America.
Gilland Jones ist die älteste Tochter des Rechtsanwaltes (i. R.) William Townes Jones und seiner Ehefrau Rosann Wilson Jones. Sie hat drei jüngere Schwestern: Townes Adair Jones, Isabella Jones und Campbell Jones. Um ihre Schauspielkarriere zu fördern, zog ihre Mutter mit ihr und ihren Schwestern 2008 nach Los Angeles. Sie absolvierte die University of California, Los Angeles (UCLA). Derzeit studiert sie Jura an der Pepperdine University.

## Filmografie (Auswahl)
- 2009: Zack & Cody an Bord (Fernsehserie, 1 Folge)
- 2009: Eastbound & Down (Fernsehserie)
- 2009: Die Zauberer vom Waverly Place (Fernsehserie, 2 Folgen)
- 2010: iCarly (Fernsehserie, 1 Folge)
- 2010: Meine Schwester Charlie (Fernsehserie, 1 Folge)
- 2010: My Superhero Family (Fernsehserie, 1 Folge)
- 2011: God Bless America
- 2013: Suburgatory (Fernsehserie, 2 Folgen)
- 2014: Die Thundermans (Fernsehserie, 1 Folge)
- 2014: Longmire (Fernsehserie, 1 Folge)
- 2015: Der ganz normale Studentenwahnsinn (Resident Advisors, Fernsehserie, 1 Folge)
- 2016: Awkward – Mein sogenanntes Leben (Fernsehserie, 1 Folge)